# Quintanilla (Zamora)
Quintanilla (en carballés Quintaniella) es una localidad española del municipio de Justel, en la provincia de Zamora, comunidad autónoma de Castilla y León.

## Topónimo
Una quinta designaba inicialmente "la quinta parte de la producción que el arrendador (llamado quintero) entregaba al dueño de una finca"; más tarde se aplicó la denominación de quinta' a esa misma finca rústica o granja y en la actualidad ha acabado significando "finca de recreo". Derivado de "quinta" es la palabra quintana, inicialmente con los mismos significados que aquella; pero es de suponer que, al ir creciendo tales "quintanas", pasarían a ser sinónimas de aldea. Quintanilla no es más que un derivado de quintana, por lo que tiene el mismo significado etimológico que aldehuela.

## Ubicación
Se encuentra situada en las estribaciones de la sierra de la Cabrera.

## Historia
En la Edad Media, Quintanilla quedó integrado en el Reino de León, cuyos monarcas acometieron la repoblación del oeste zamorano.
Durante la Edad Moderna, la localidad estuvo integrada en la provincia de León, tal y como recoge en el siglo XVIII Tomás López en Mapa geográfico de una parte de la Provincia de León.
No obstante, al reestructurarse las provincias y crearse las actuales en 1833, Quintanilla pasó a formar parte de la provincia de Zamora, dentro de la Región Leonesa, quedando integrado en 1834 en el partido judicial de Puebla de Sanabria.